# James Koch
Pour les articles homonymes, voir Koch.
James Koch, né le 2 octobre 1904 à Coire et mort le 16 juin 1982, est un dirigeant sportif suisse ; il a notamment été président de l'International Skating Union (ISU) de 1953 à 1967.

## Biographie
James Koch, président de la fédération suisse de patinage, participe pour la première fois à un congrès de I'ISU en 1949 à Paris. En 1953, il devient successivement président de séance du comité technique pour le patinage artistique puis vice-président avant d'être élu président de I'ISU en octobre à la suite de la démission du britannique Herbert Clarke.
Les principales nouveautés qui ont lieu sous sa présidence sont :
- premiers championnats d'Europe de danse sur glace en 1954 à Bolzano aux côtés des autres disciplines du patinage artistique (messieurs, dames, couples)
- réintroduction des épreuves féminines de patinage de vitesse aux Jeux olympiques d'hiver de 1960 à Squaw Valley (500 m, 1 000 m, 1 500 m, 3 000 m), qui n'avaient eu lieu que lors des Jeux de 1932 à Lake Placid
- premier Moscou Skate en 1966, ancêtre de la Coupe de Russie de patinage artistique

Il laisse la présidence à l'autrichien Ernst Labin en juin 1967, et devient président d'honneur de l'ISU jusqu'à son décès en 1982.